# Luthela badong
Espèce
Luthela badong est une espèce d'araignées mésothèles de la famille des Liphistiidae.

## Distribution
Cette espèce est endémique du Hubei en Chine,. Elle se rencontre dans le xian de Badong.

## Description
Le mâle holotype mesure 12,51 mm et la femelle paratype 16,50 mm.

## Étymologie
Son nom d'espèce lui a été donné en référence au lieu de sa découverte, le xian de Badong.

## Publication originale
- Xu, Yu, Liu & Li, 2022 : « Delimitation of the segmented trapdoor spider genus Luthela gen. nov., with comments on the genus Sinothela from northern China (Araneae, Mesothelae, Liphistiidae). » Zootaxa, no 5091(1), p. 131-154.